# Adelasia di Torres
Adelasia di Lacon de Thori, conosciuta come Adelasia di Torres (Ardara, 1207 – Burgos, 1259) è stata l'ultima giudicessa regnante di Torres.
Fu Juguissa e giudicessa consorte di Gallura durante il Medioevo, nonché regina consorte di Sardegna per volere di Federico II di Svevia, in quanto moglie del figlio naturale legittimato Enzo (1238-1246).

## Biografia
Nacque nel palazzo giudicale di Ardara nel 1207, dal giudice Mariano II di Torres e da Agnese di Massa, figlia a sua volta di Guglielmo I e di Adelaide Malaspina, nonché sorella minore di Benedetta di Cagliari, che sarà giudicessa (1217-1232). Furono suoi fratelli Barisone, che succedette al padre, e Benedetta che andò in sposa al conte di Ampurias.
In seguito alla morte violenta del fratello Barisone III, Adelasia fu riconosciuta dalla "Corona de Logu" giudicessa di Torres nel 1236. Dopo la suocera Elena di Gallura e la zia Benedetta di Massa fu la terza sovrana regnante in Sardegna.
Nel 1238, con la scomparsa prematura di Ubaldo Visconti, gli succedette nominalmente divenendo anche giudicessa di Gallura. Il marito, tuttavia, aveva designato come erede il cugino Giovanni Visconti che in effetti gli subentrò.

### Il matrimonio con Ubaldo Visconti

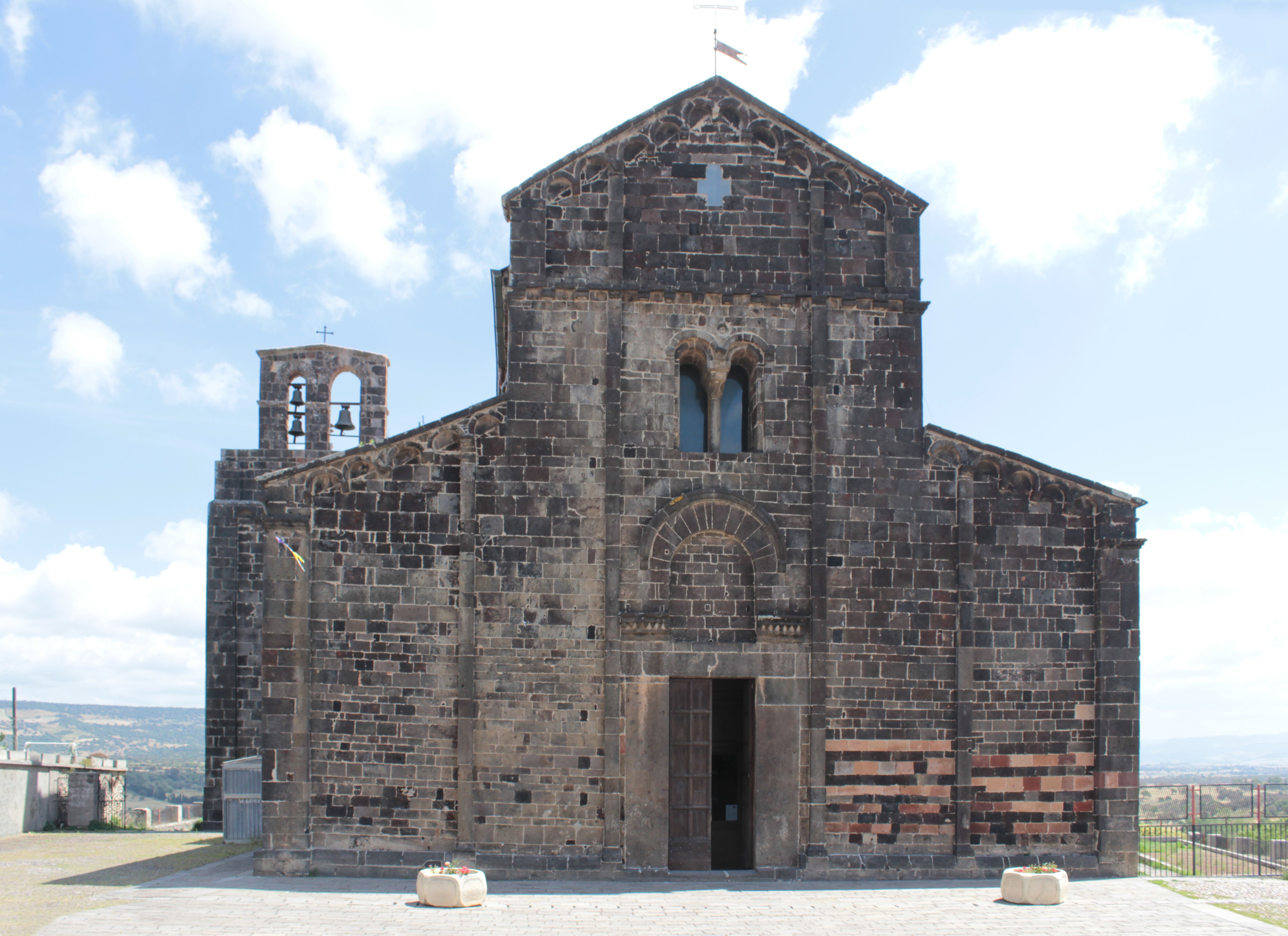
La basilica di Ardara, dove Adelasia sposò Enzo di Sardegna e fu sepolta

Nel 1218 Mariano II di Torres, alleato dei genovesi, per assicurare la successione del reame alla figlia Adelasia concluse un accordo con il giudice di Gallura Lamberto Visconti, che aveva minacciato di invadere i suoi territori per sottrarglieli con il sostegno della repubblica di Pisa. Mariano, infatti, rendendosi conto di non aver la forza militare per contrastare i pisani, preferì giungere a un pacifico accomodamento, promettendo in sposa la figlia Adelasia al rampollo di Lamberto ed erede al giudicato di Gallura Ubaldo Visconti.

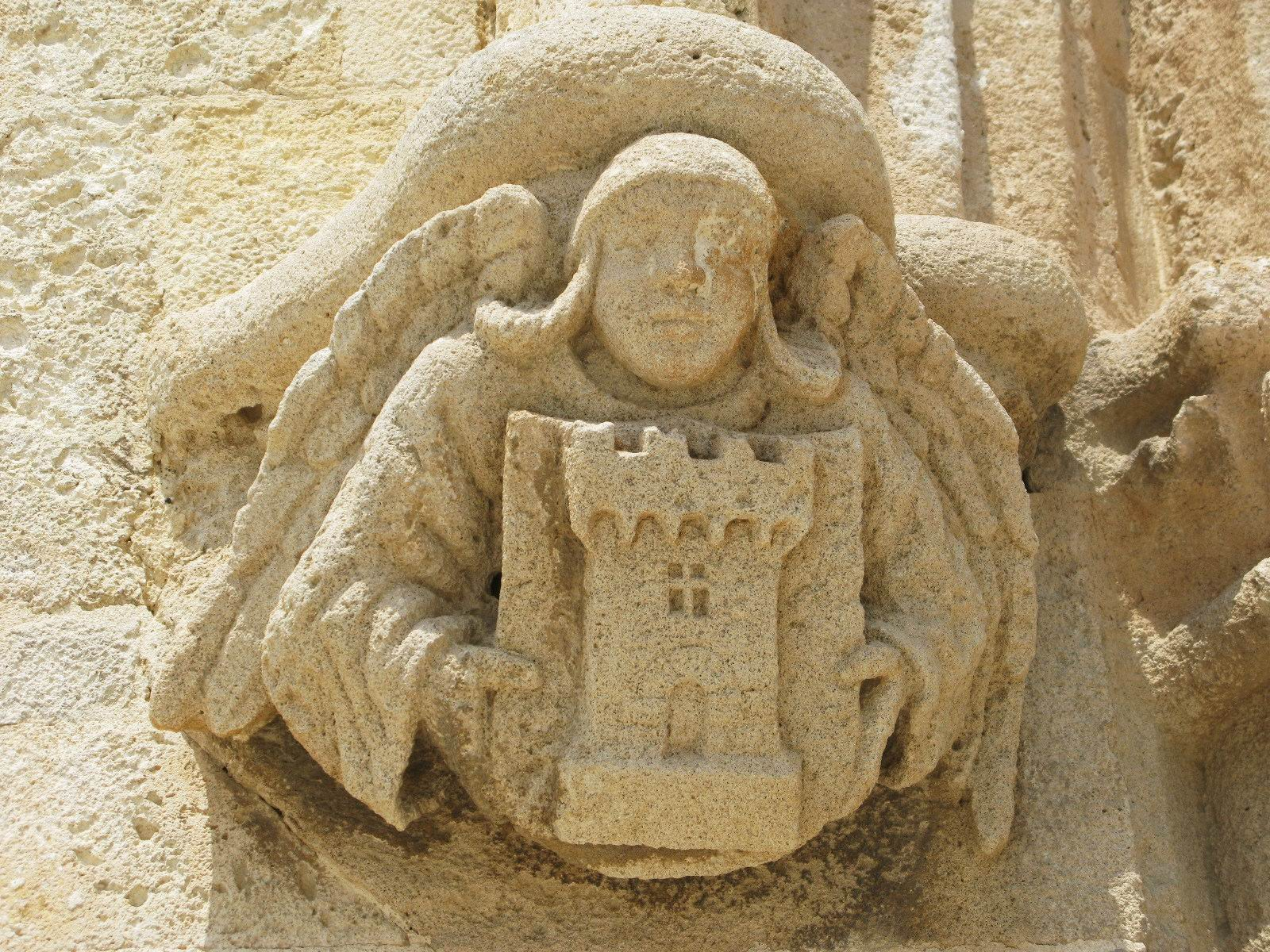
Lo stemma del giudicato di Torres (Basilica di San Gavino, Porto Torres)

Nei termini della convenzione, Lamberto avrebbe rimesso nelle mani del figlio la sovranità sulla Gallura e le altre terre tolte al giudicato di Cagliari, anche con l'aiuto del giudice Pietro II di Arborea; Mariano II, dal canto suo, oltre a concedere ad Ubaldo la mano della figlia Adelasia, rinunciava ad alcuni diritti su alcune parti della Gallura, conquistate da suo padre Comita II, e, soprattutto, apriva implicitamente al giovane Visconti la via della successione al giudicato di Torres. In questo modo venivano anche a definirsi i contrasti tra Genova e Pisa, che avevano grossi interessi commerciali con l'isola.
Scontento di tali decisioni, al contrario, era papa Onorio III, che vedeva sottratto il giudicato di Torres all'influenza della Chiesa di Roma e che, perciò, aveva tentato inutilmente di chiedere l'aiuto dei milanesi contro i pisani. Il pontefice, infatti, inviò immediatamente il suo cappellano Bartolomeo per annullare il matrimonio, ma il messo non riuscì nell'intento e l'accordo tra Pisa e Torres rimase valido e sempre in vigore con grande sua indignazione.
Le fastose nozze della dodicenne Adelasia furono celebrate nel 1219 nella chiesa della Santissima Trinità di Saccargia, che all'epoca era già un'importante abbazia di monaci camaldolesi, già presenti in Sardegna, la più influente del giudicato di Torres (vi venivano tumulati i giudici e i membri delle loro famiglie), sita nei pressi di un tipico villaggio di contadini e pastori.
Ubaldo, coetaneo di Adelasia, dunque, ereditò il giudicato di Gallura alla morte del padre, nel 1225. Mariano II di Torres, dal canto suo, morì più tardi, nel 1232, e, secondo le sue volontà, gli succedette il figlio Barisone III all'epoca undicenne. La minorità di Barisone III diede luogo a una singolare situazione in materia di reggenza: negli altri giudicati e regni europei a reggere il trono sarebbe stata la giudicessa madre, ovvero la consorte del defunto sovrano, non così in Torres dove questa figura aveva solo un titolo onorifico, e fu così lo zio del ragazzo, Ithocorre, a capo di un consiglio di maggiorenti, ad avere il potere, mentre la giudicessa madre, Agnese di Massa, lasciò figli e giudicato (non sono documentati suoi contatti con la figlia Adelasia, salita qualche anno più tardi al trono) e ritornò a Cagliari. Qui, morta la sorella Benedetta, ottenne invece la reggenza per il nipote Guglielmo II Salusio V (1232-1238): risiedette a Santa Igia in un palazzo poi distrutto dai pisani, e si risposò con Ranieri Donoratico della Gherardesca, col quale condivise gli ultimi anni trascorsi in Toscana.
Barisone III rimase sul trono, sotto reggenza, per soli tre anni e tre mesi, poiché fu trucidato dai sassaresi (non si è mai saputo chi fosse il mandante) in seguito ad una sommossa popolare, forse sobillata dai pisani contro il potere dispotico giudicale. Il giovane sovrano non aveva eredi diretti e fu sepolto nella chiesa di San Pantaleo a Sorso. Sempre per volontà di Mariano, i nobili logudoresi dovevano scegliere una delle sue figlie, Adelasia o Benedetta, come successore. Gli aristocratici acclamarono all'unanimità Adelasia, sostenuta di buon grado dal marito Ubaldo, a sua volta eletto giudice per regnare insieme a lei, dato che era inconcepibile che una donna governasse da sola.

### Giudicessa di Torres
Nel 1237, papa Gregorio IX inviò il suo cappellano Alessandro in Sardegna per ricevere il riconoscimento da Adelasia della sovranità papale su Torres, così come sulle terre che ella ereditò dal nonno Guglielmo I di Cagliari, a Pisa, Massa, e Corsica. Nel palazzo di Ardara, alla presenza dell'abate della camaldolese Santissima Trinità di Saccargia, Adelasia fece atto di vassallaggio che Ubaldo controfirmò (avrebbe versato annualmente al pontefice quattro libbre d'argento), cedendo il castello di Monte Acuto al vescovo d'Ampurias come garanzia della sua buona fede. Padre Alessandro, dal canto suo, revocò la scomunica comminata ai due coniugi da papa Gregorio per aver chiamato in aiuto i pisani in Sardegna. Al Visconti, comunque, non fu riconosciuta alcuna sovranità sulla Gallura oltre quella sull'antica autorità dell'arcidiocesi di Pisa.
Inaspettatamente Ubaldo Visconti, col quale Adelasia aveva passato quasi un ventennio, colto da forti febbri, morì nel 1238 all'età di 31 anni.

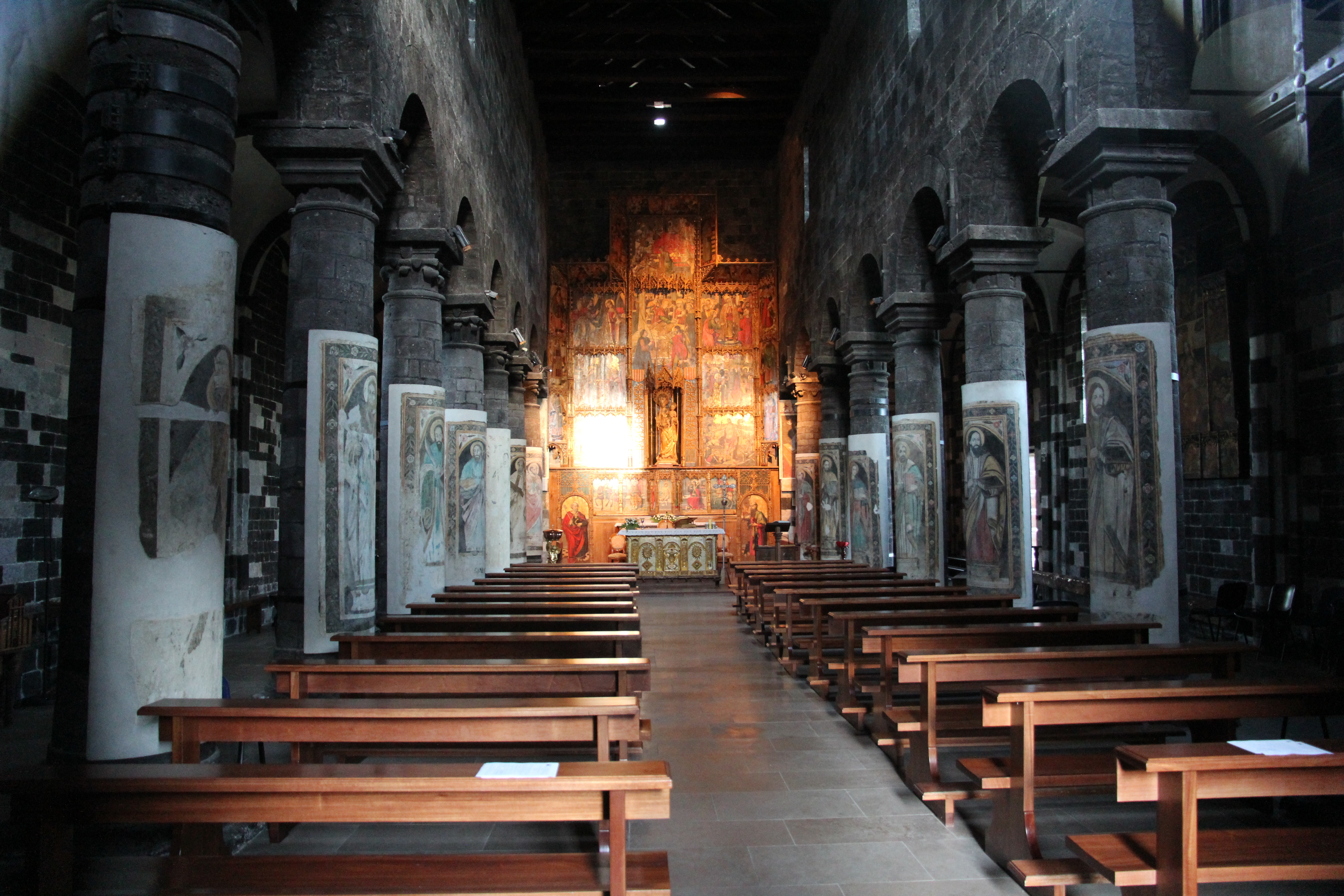
Chiesa di Santa Maria del Regno, Ardara: sotto l'altare maggiore sarebbe stata rinvenuta la tomba di Adelasia

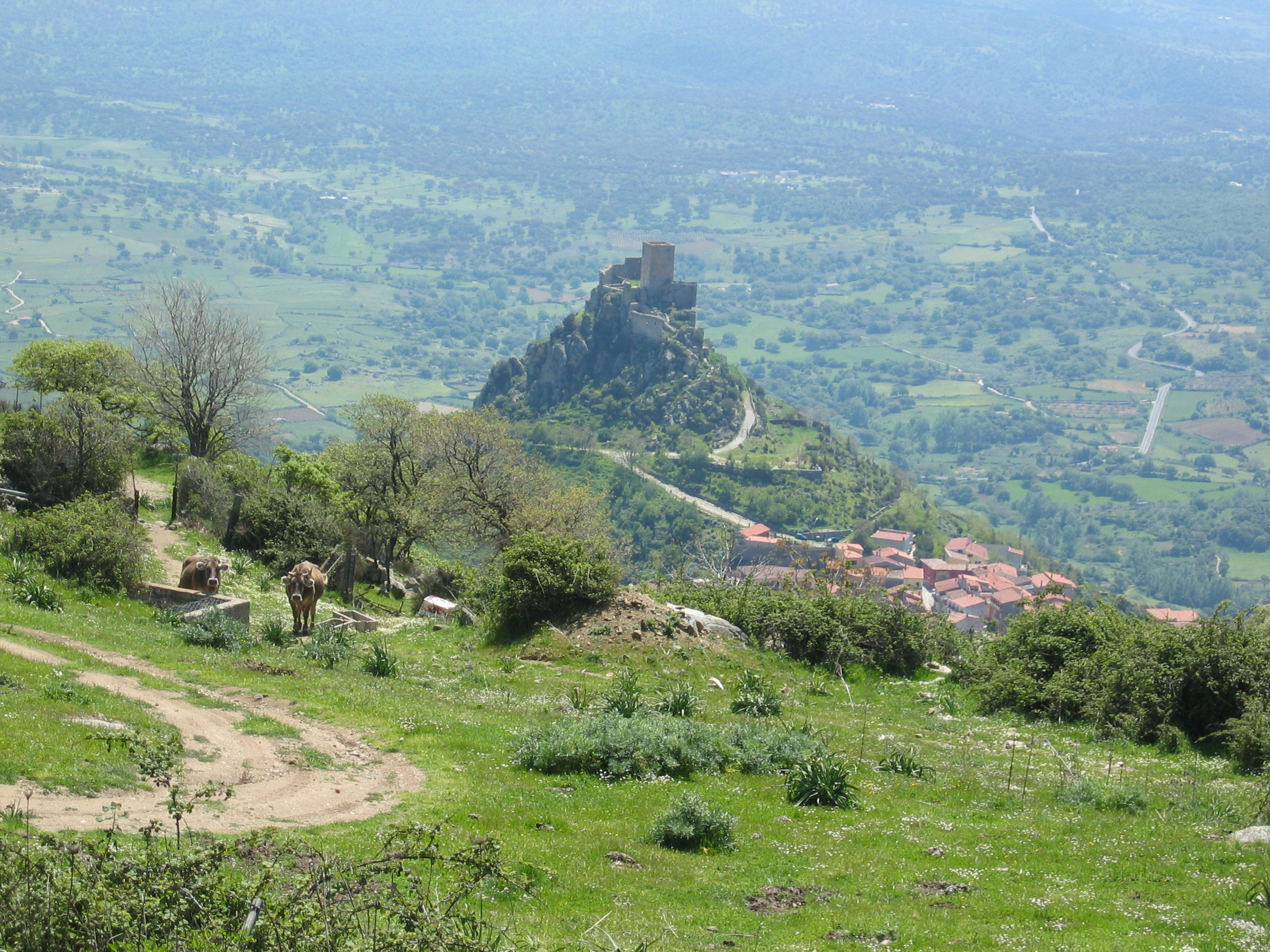
Il castello di Burgos, in cui la regina trascorse gli ultimi anni della sua vita

Per le volontà di Ubaldo, sottoscritte nel gennaio del 1237, la Gallura doveva essere ereditata da suo cugino Giovanni Visconti. Pietro II di Arborea, anche lui rientrato nelle grazie del pontefice dopo l'atto di vassallaggio, sarebbe divenuto tutore di Adelasia. Questa avrebbe dovuto presto sposare Guelfo dei Porcari, persona devota alla Santa Sede.
Ma il cugino Giovanni si trovava a Pisa. Così Adelasia, che sorprendentemente aveva rifiutato di sposare Guelfo, succedette come sovrana nel giudicato di Gallura, in quanto vedova di Ubaldo. Nel frattempo ritornò nel nativo giudicato di Torres, trasferendosi dal castello gallurese di Monteacuto al palazzo giudicale di Ardara.
La successione era però soltanto formale: Adelasia non aveva avuto figli da Ubaldo e questi aveva redatto, appunto, uno specifico testamento in cui nominava erede del giudicato il più prossimo parente, Giovanni Visconti di Gallura (il padre era suo zio). Il nuovo giudice sbarcò presto in Gallura e, nonostante il suo regno non sarà lungo, gli subentrerà poi il primogenito.
Adelasia, inoltre, non aveva intenzione di subire passivamente le direttive della Chiesa e, sebbene fosse già trentunenne e non avesse mai procreato, preferì accettare la proposta dei Doria in merito a un matrimonio con un ragazzo di diciotto anni, assai attraente e figlio naturale dell'imperatore Federico II, il principe Enzo.
La scelta si rivelerà per lei non proprio felice, ma continuerà a fregiarsi, seppure nominalmente, del titolo di giudicessa di Gallura: pure Enzo di Svevia si comporterà fino alla morte, a dispetto della lontananza, della prigionia e del divorzio da Adelasia, come re di Torres e di Gallura, con l'emanazione di norme, la nomina di vicari, e, nel testamento, di successori, in quei territori, dopo la sua scomparsa.
Enzo di Hohenstaufen morì a Bologna nel 1272, molti anni dopo Adelasia, quando il giudicato di Torres era ormai estinto e diviso tra le famiglie dominanti in quella parte dell'isola; il piccolo regno di Gallura stava similmente vivendo gli ultimi anni della sua vita e subirà la stessa sorte. Ma il prigioniero re di Sardegna (sarebbe stato ricordato e designato per sempre con questo titolo) continuava, nonostante tutto, a sentirsi e comportarsi come il sovrano di quelle regioni che aveva abbandonato, e le amministrava dal suo dorato carcere bolognese.

### Il matrimonio con Enzo di Hohenstaufen

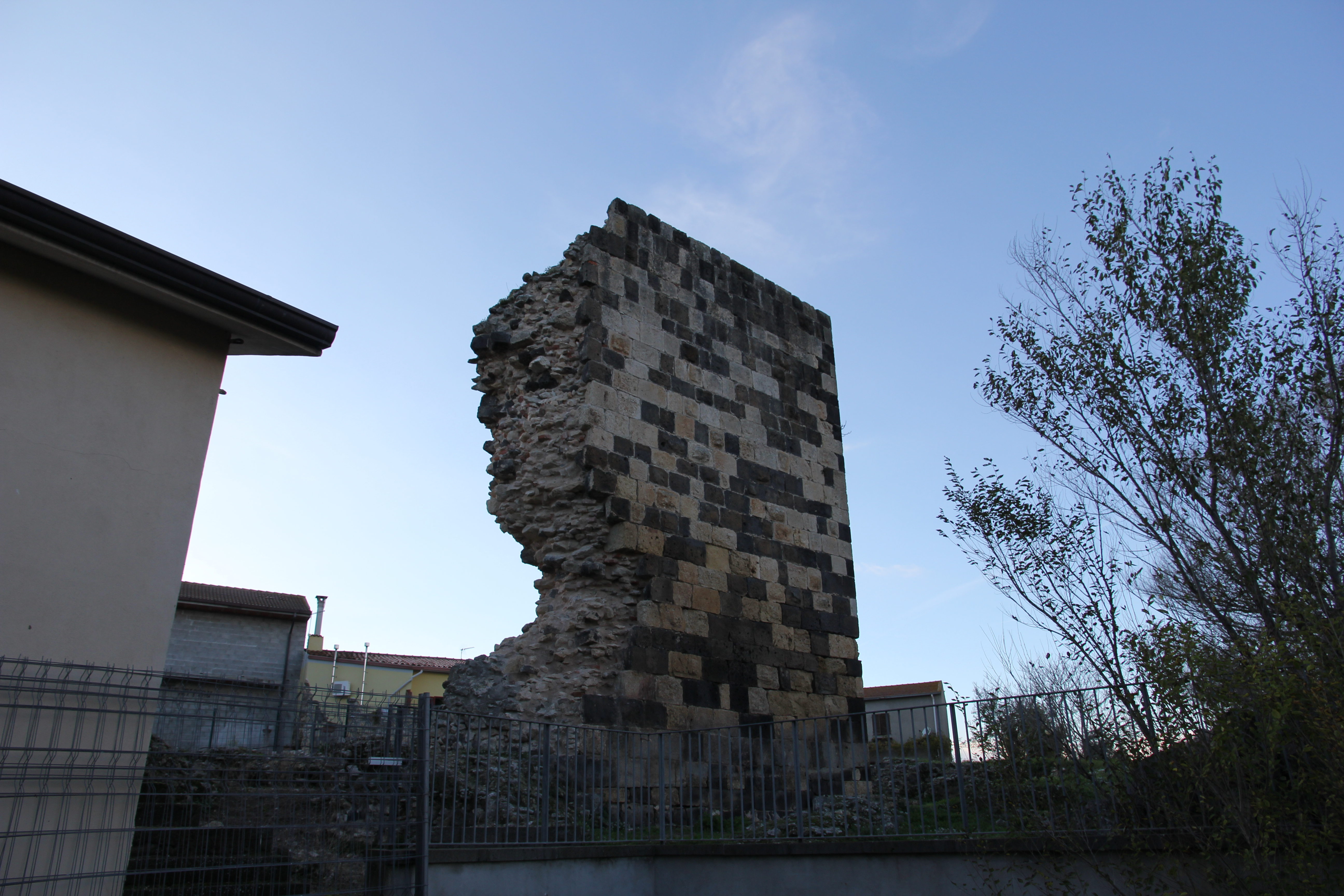
Ruderi del castello giudicale di Ardara

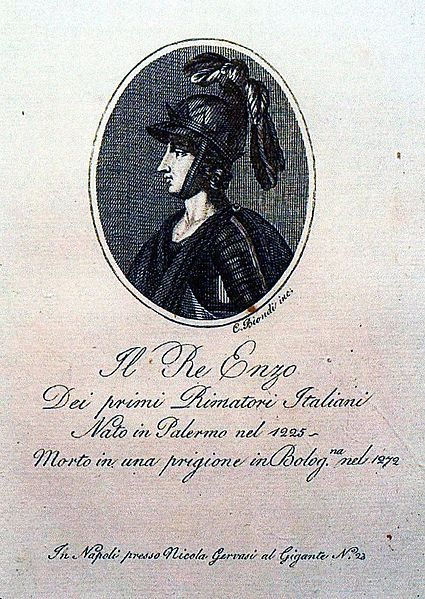
Enzo di Svevia, secondo marito di Adelasia

A quel punto, dunque, Manuele, Federico e Percivalle Doria, di Genova, grande rivale di Pisa, insieme all'arcivescovo di Torres Opizzo, convinsero l'imperatore Federico II a far sposare il proprio figlio naturale, Enzo, con Adelasia, costituendo un tanto nominale quanto effimero regno di Sardegna.
Enzo arrivò da Cremona nell'ottobre dello stesso anno in cui morì Ubaldo Visconti, e i due si sposarono assumendo il titolo di re e regina di Sardegna. Il matrimonio fu celebrato nella chiesa palatina di Santa Maria del Regno ad Ardara, sita accanto alla "reggia" (della quale rimangono pochi ruderi), dove gli sposi risiederanno, anche se il bellissimo Enzo preferì presto dimorare per conto proprio a Sassari. L'imperatore inviò alla nuora una corona regale e il manto di ermellino.
Gregorio IX, infuriato nel vedere la Sardegna sottratta alla sua influenza, scomunicò Adelasia, che aveva violato gli accordi, e il marito svevo.
Nondimeno Enzo, insofferente e desideroso di ritornare in Italia, nel luglio del 1239 lasciò la Sardegna, convocato dall'imperiale genitore, per combattere nei suoi eserciti. Non fece più ritorno. Fu poi fatto prigioniero dai guelfi bolognesi nella battaglia di Fossalta, nel 1249, e incarcerato a Bologna dove rimase per il resto della vita nel palazzo, ancora oggi indicato col suo nome. Per altro, nel 1246 il matrimonio con la giudicessa turritana, su richiesta di quest'ultima, venne annullato per adulterio. Nonostante la prigionia, Enzo continuò a fregiarsi del titolo di re di Torres e di Gallura fino alla morte: emanava decreti, impartiva ordini e direttive e, nel testamento, lasciò i territori sardi ad una sua figlia naturale.

### Gli ultimi anni della giudicessa
Gli ultimi anni della regina Adelasia furono tristi e solitari, avvolti nella leggenda delle cronache popolari. Non esistono documenti che possano in qualche modo inserire la figura dantesca di Michele Zanche nella sua vita.
Rarissimi documenti parlano di lei, ma sicuramente era ancora sul trono fino al 1255, allorché il papa Alessandro IV scrisse quattro lettere ai giudici sardi e una era indirizzata alla sovrana di Torres.
Dopo il divorzio da Enzo, la giudicessa riunì la Corona de Logu ad Ardara, ed informò i convocati di voler codificare le norme consuetudinarie del reame e riunirle in una Charta de rennu (parità dei diritti dell'uomo con la donna, stessa successione ereditaria per maschi e femmine, equa distribuzione delle imposte, tutela delle imprese e del commercio): il codice fu completato ma, tradotto dal latino in logudorese, dopo il decesso della regina, fu divulgato come Statuto sassarese, di ignoto autore.
Adelasia, infine, dato che il palazzo ardarese e Sassari erano controllati dai vicari di Enzo, si ritirò volontariamente nell'austero castello di Burgos, che non lasciava mai e in cui trascorse i suoi ultimi anni.
Nell'antica cattedrale di Torres è stato individuato, in un peduccio pensile scolpito, un ritratto della giudicessa in tarda età. Morì intorno al 1259 in quel maniero, senza eredi, anziana per i canoni dell'epoca (52 anni) e non in buona salute.
Recenti ricerche avviate dalla Soprintendenza ai monumenti della provincia di Sassari avrebbero individuato la tomba della regina in una cripta (in cui era stato inumato anche il padre  Mariano II), davanti all'altare maggiore della chiesa di Santa Maria del Regno di Ardara, con lapide di marmo e resti umani. Della possibilità del suddetto rinvenimento esiste un chiaro indizio nel Condaghe di San Pietro di Silki.
Con la dipartita di Adelasia, che aveva lasciato i suoi beni alla Chiesa, si estinse il giudicato di Torres, spartito tra i Doria, i Malaspina e gli Spinola.

## Riferimenti nella cultura di massa

### Sonetto in lode di Adelasia di Torres
Nel 1238, in occasione dell'arrivo ad Ardara della delegazione di Enzo di Svevia per chiedere la mano della vedova Adelasia, le fu letto un sonetto celebrativo delle sue doti di donna e sovrana, scritto in lingua poetica siciliana da Jacopo da Lentini (1210 ca.-1260 ca.), poeta e notaio dell'imperatore, che iniziava così:
"Angelica figura e comprobata,

dobiata di ricura e di grandezze,

di senno e d'adornezze sete ornata

e nata d'afinata gentilezze."

### Teatro
Le vicende della giudicessa hanno ispirato una recente opera teatrale, con musiche e canti di scena: Adelasia di Torres, di Gianluca Medas, tratta dall'omonimo romanzo storico, scritto nel 1898 da Enrico Costa. La locandina espone il viso di Adelasia ringiovanito e desunto dal ritratto di presentazione di questa pagina.